# Metanema carnaria
Metanema carnaria är en fjärilsart som beskrevs av Alpheus Spring Packard 1873. Metanema carnaria ingår i släktet Metanema och familjen mätare. Inga underarter finns listade i Catalogue of Life.